# Johannes Barnick
Johannes Ferdinand Barnick (* 1. Juni 1916 in Połęcko / Pollenzig/Mark Brandenburg; † 16. August 1987 in Wangen im Allgäu) war ein deutscher Schriftsteller, Philosoph und Privatgelehrter.

## Leben
Johannes Otto Ernst Karl Ferdinand Barnick war der Sohn des Ortspfarrers und späteren Superintendenten Karl Barnick. Über die Großmutter väterlicherseits war er ein Nachfahre von David Splitgerber. Barnick besuchte humanistische Gymnasien in Oppeln, Frankfurt a. O. und Anklam. Danach studierte er bis 1941 an den Universitäten Breslau, Tübingen, Berlin und Kiel Philosophie (Hauptfach), Theologie, Geschichte, Germanistik und Sanskrit. Im Zweiten Weltkrieg war er von Juni 1941 bis April 1945 vorwiegend an der Ostfront eingesetzt, wo er mehrfach verwundet wurde. Nach Kriegsende wurde Barnick wissenschaftlicher Assistent am Philosophischen Seminar der Universität Kiel, wo er einen Lehrauftrag für Logik, Ontologie und Kants „Kritik der reinen Vernunft“ innehatte. Er verzichtete dann aber 1949 auf eine Fortsetzung der Hochschullaufbahn, um sich dem literarischen Schaffen zu widmen.

## Werke (Auswahl)
Barnicks literarische Produktion umfasst in erster Linie sein philosophisches Hauptwerk Vom Sinn des Ganzen – Die Logik des Schicksals als Schlüssel zur nachabendländischen Weltzeit, das in seinen Grundzügen bereits als Vierfaltigkeit in Logik und Welt im Jahre 1969 veröffentlicht wurde.
- Über die Trägheit – ein Mythos (Verlag Der Gral, Tübingen 1951)
- Wandelbare Spätzeit – Gefahren und Chancen der Zukunft (Verlag Konrad Wittwer, Stuttgart 1956)
- Die deutschen Trümpfe (Seewald Verlag, Stuttgart 1958)
- Deutsch-russische Nachbarschaft (Seewald Verlag, Stuttgart 1959)
- Deutschlands Schuld am Frieden (Seewald Verlag, Stuttgart 1965)
- Vom Sinn des Ganzen – Vierfaltigkeit in Logik und Welt (Verlag Duncker und Humblot, Berlin 1969)
- Vom Sinn des Ganzen – Die Logik des Schicksals als Schlüssel zur nachabendländischen Weltzeit (Novalis Verlag, Schaffhausen 1981), ISBN 3721400909
- Träume und Zeichen – Ein lyrisches Tagebuch aus fünf Jahrzehnten (Novalis Verlag, Schaffhausen 1982)
- Ein schweigsamer Ahn – Leben und Geheimnis des Jägermeisters David von Splitgerber (Koehler und Amelang, München – Berlin, 2001), ISBN 3733803035